# Fårabäck
Fåraback is een plaats in de gemeente Malmö in het landschap Skåne en de provincie Skåne län. De plaats heeft 53 inwoners (2005) en een oppervlakte van 11 hectare.